# هالانکوما
هالانکوما (به اسپانیایی: Halancoma) یک کوه در پرو است که در استان اوروبامبا واقع شده‌است. هالانکوما ۵٬۳۶۷ متر بالاتر از سطح دریا واقع شده‌است.